# بونتاغوردا
بلدية بونتاغوردا (بالإسبانية: Puntagorda) هي بلدية تقع في مقاطعة سانتا كروث دي تينيريفه التابعة لمنطقة جزر الكناري جنوب غرب إسبانيا.

## الديموغرافيا
بلغ عدد سكان بلدية بونتاغوردا 2.028 نسمة عام 2011 (وفقاً للمعهد الوطني للإحصاء الإسباني).
| 1.798 | 1.785 | 1.823 | 1.795 | 1.974 | 2.108 | 2.028 |